# Kottuvally
Kottuvally è una suddivisione dell'India, classificata come census town, di 37.884 abitanti, situata nel distretto di Ernakulam, nello stato federato del Kerala. In base al numero di abitanti la città rientra nella classe III (da 20.000 a 49.999 persone).

## Geografia fisica
La città è situata a 10° 06' 42 N e 76° 15' 45 E.

## Società

### Evoluzione demografica
Al censimento del 2001 la popolazione di Kottuvally assommava a 37.884 persone, delle quali 18.478 maschi e 19.406 femmine. I bambini di età inferiore o uguale ai sei anni assommavano a 3.976, dei quali 2.064 maschi e 1.912 femmine. Infine, coloro che erano in grado di saper almeno leggere e scrivere erano 31.901, dei quali 15.886 maschi e 16.015 femmine.